# Gambia az 1984. évi nyári olimpiai játékokon
Gambia az egyesült államokbeli Los Angelesben megrendezett 1984. évi nyári olimpiai játékok egyik részt vevő nemzete volt. Az országot az olimpián 1 sportágban 10 sportoló képviselte, akik érmet nem szereztek. Gambia első alkalommal vett részt az olimpiai játékokon.

## Atlétika
Férfi
| Versenyző                                              | Versenyszám     | Előfutam | Előfutam | Előfutam | Negyeddöntő | Negyeddöntő | Negyeddöntő | Elődöntő | Elődöntő | Elődöntő | Döntő   | Döntő    |
| Versenyző                                              | Versenyszám     | Idő      | Hely.    | Össz.    | Idő         | Hely.       | Össz.       | Idő      | Hely.    | Össz.    | Idő     | Helyezés |
| ------------------------------------------------------ | --------------- | -------- | -------- | -------- | ----------- | ----------- | ----------- | -------- | -------- | -------- | ------- | -------- |
| Bakary Jarjue                                          | 100 m           | 10,68    | 4.       | 42.      | kiesett     | kiesett     | kiesett     | kiesett  | kiesett  | kiesett  | kiesett | kiesett  |
| Oumar Fye                                              | 100 m           | 10,87    | 6.       | 59.*     | kiesett     | kiesett     | kiesett     | kiesett  | kiesett  | kiesett  | kiesett | kiesett  |
| Oumar Fye                                              | 200 m           | 21,56    | 5.       | 41.      | kiesett     | kiesett     | kiesett     | kiesett  | kiesett  | kiesett  | kiesett | kiesett  |
| Dawda Jallow                                           | 400 m           | 48,36    | 7.       | 61.      | kiesett     | kiesett     | kiesett     | kiesett  | kiesett  | kiesett  | kiesett | kiesett  |
| Peter Ceesay                                           | 800 m           | 1:55,35  | 7.       | 59.      | kiesett     | kiesett     | kiesett     | kiesett  | kiesett  | kiesett  | kiesett | kiesett  |
| Paul Ceesay                                            | 1500 m          | 3:59,14  | 7.       | 48.      |             |             |             | kiesett  | kiesett  | kiesett  | kiesett | kiesett  |
| Bakary Jarjue Dawda Jallow Abdurahman Jallow Oumar Fye | 4 × 100 m váltó | 40,73    | 7.       | 17.      |             |             |             | kiesett  | kiesett  | kiesett  | kiesett | kiesett  |

Női
| Versenyző                                              | Versenyszám     | Előfutam | Előfutam | Előfutam | Negyeddöntő | Negyeddöntő | Negyeddöntő | Elődöntő | Elődöntő | Elődöntő | Döntő   | Döntő    |
| Versenyző                                              | Versenyszám     | Idő      | Hely.    | Össz.    | Idő         | Hely.       | Össz.       | Idő      | Hely.    | Össz.    | Idő     | Helyezés |
| ------------------------------------------------------ | --------------- | -------- | -------- | -------- | ----------- | ----------- | ----------- | -------- | -------- | -------- | ------- | -------- |
| Jabou Jawo                                             | 100 m           | 12,10    | 7.       | 33.      | kiesett     | kiesett     | kiesett     | kiesett  | kiesett  | kiesett  | kiesett | kiesett  |
| Amie N’Dow                                             | 200 m           | 25,41    | 5.       | 34.      | 25,24       | 8.          | 30.         | kiesett  | kiesett  | kiesett  | kiesett | kiesett  |
| Jabou Jawo Amie N’Dow Victoria Decka Georgiana Freeman | 4 × 100 m váltó | 47,18    | 6.       | 11.      |             |             |             |          |          |          | kiesett | kiesett  |

* - egy másik versenyzővel azonos eredményt ért el